# Královská společnost umění, řemesel a obchodu
Královská společnost umění, řemesel a obchodu (anglicky Royal Society for the encouragement of Arts, Manufactures and Commerce zkráceně Royal Society of Arts či jen RSA) je britská učená společnost pro rozvoj společenských věd, založená roku 1754 v Londýně. V současnosti má přes 27000 členů. Současným prezidentem je od roku 2011 Její královská Výsost Královská princezna Anne Mountbatten-Windsor, jediná dcera anglické královny Alžběty II.